# Kjongdzsong koreai király
Kjongdzsong (hangul: 경종, handzsa: 景宗, RR: Gyeongjong; 1688. november 20. – 1724. október 11.) a Csoszon-dinasztia 20. királya volt 1720. július 12. és 1724. október 11. között. Édesapja Szukcsong (Sukjong) király, édesanyja pedig Csang hibin (Jang huibin).

## Élete
Alacsony rangú ágyastól született. 1690-ben, 2 évesen lett koronaherceg, mivel apjának nem született fiúgyermeke a királynéitól. Törékeny, gyenge egészségi állapotú fiú volt, édesanyját méreg általi halálra ítélték, amikor Kjongdzsong (Gyeongjong) 14 éves volt.
Szukcsong (Sukjong) király 1718-ban adott fiának régensi hatalmat, és 1720-ban halt meg. Miután Kjongdzsong (Gyeongjong) 33 évesen trónra került, féltestvérét, Joning (Yeoning) herceget (연잉군) jelölték ki koronahercegnek. Ez megerősítette a Szoron (Soron) és a Noron frakciók közötti ellenségeskedést, mivel a Noron frakció a herceg oldalán állt.
Kjongdzsong (Gyeongjong) király jó uralkodója akart lenni népének, de rövid uralkodása alatt sokat betegeskedett, így nem tudott érdemben cselekedni a hazájáért. A Noron frakció azt is elérte, hogy Joning (Yeoning) herceg régensi címet kapjon és az állam ügyeit kezelje, mivel a király erre sokszor képtelen volt. Ez súlyosbította a két frakció közötti hatalmi harcokat, mely a Sinimszahva (신임사화; 辛壬士禍, Sinimsahwa) nevű nagy mészárláshoz vezetett.
Négyéves uralkodása alatt két komolyabb incidens volt a palotában. Az első még 1720-ban történt, amikor a Noron frakció ragaszkodott ahhoz, hogy Joning (Yeoning) herceg kezelje az államügyeket. A Szoron (Soron) frakció néhány embere lemészárolta a Noron frakció egy csoportját. A második ilyen nagy mészárlás 1722-ben történt. A király uralkodása alatt megreformálta a föld mérési rendszerét a déli országrészben, valamint nyugati fegyverek mintájára kis fegyvermásolatokat készíttetett.
Kjongdzsong (Gyeongjong) király 1724-ben halt meg, sírhelye az Irung (Uireung) nevet kapta.
Halála után Jongdzso (Yeongjo) király követte őt a trónon.
Gyermektelenül halt meg.

## Ábrázolása a művészetekben
2010-ben A királyi ház titkai című történelmi drámában gyerekként és fiatal felnőttként volt látható. Gyerekként Jun Cshan (Yun Chan) (윤찬) színész alakította.

## Fordítás
Ez a szócikk részben vagy egészben  a   Gyeongjong of Joseon című angol Wikipédia-szócikk fordításán alapul.  Az eredeti cikk szerkesztőit annak laptörténete sorolja fel. Ez a jelzés csupán a megfogalmazás eredetét és a szerzői jogokat jelzi, nem szolgál a cikkben szereplő információk forrásmegjelöléseként.
| Előző uralkodó: Szukcsong (Sukjeong) | Csoszon királya 1720‑1724 I-dinasztia | Következő uralkodó: Jongdzso (Yeongjo) |